# Benz Viktoria

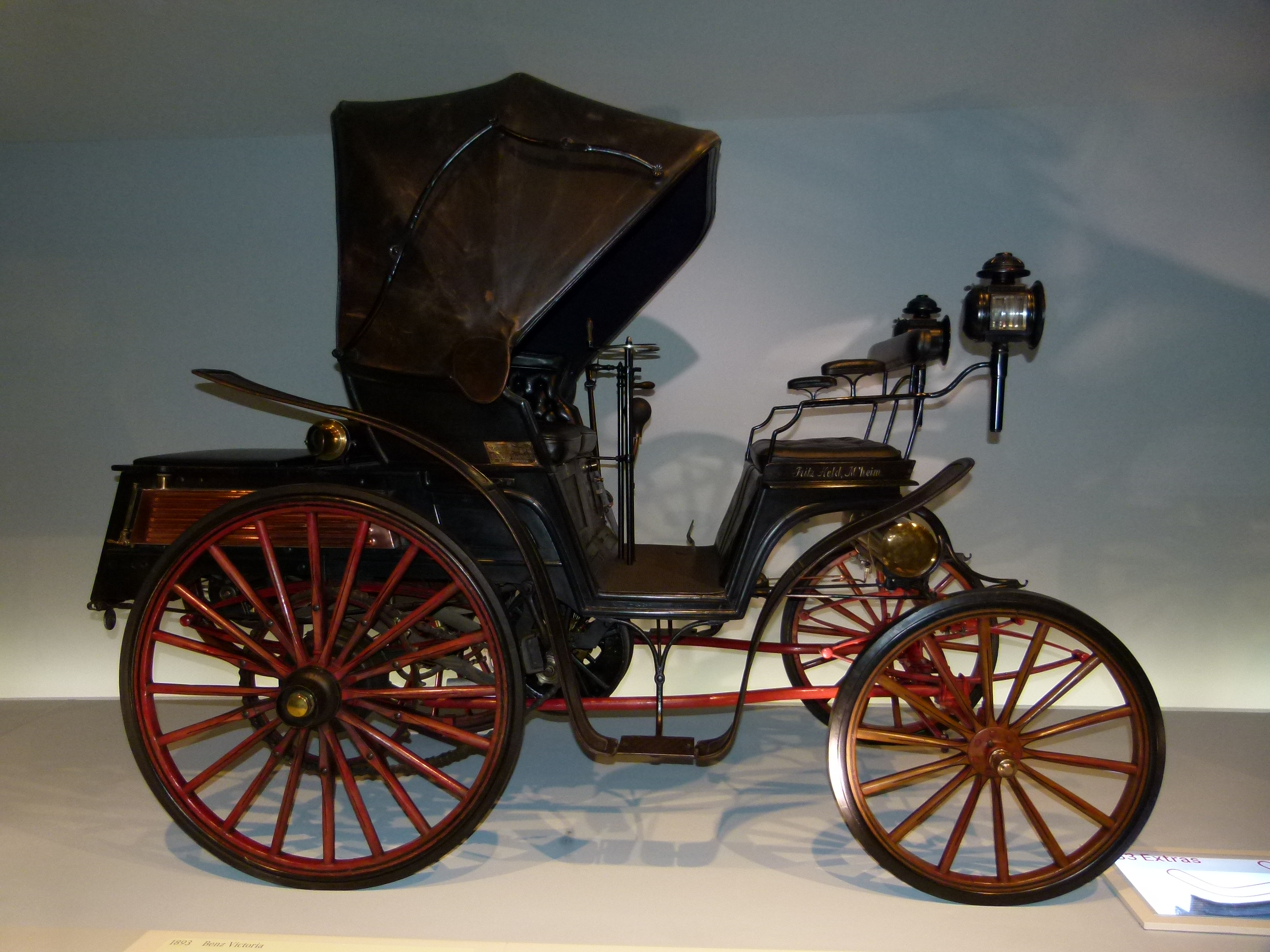
Um Benz Viktoria fabricado em 1893.

O Benz Viktoria foi um automóvel produzido pela Benz & Cie. entre 1892 e 1898, que foi muito vendido em toda a Alemanha. Foi o primeiro automóvel de Karl Benz com quatro rodas.
Um exemplar do Benz Viktoria, fabricado em 1893, está preservado no Museu Técnico Nacional da República Checa. Esse exemplar efetuou uma viagem de cerca de mil quilômetros em Kobern-Gondorf, tornando-se a primeira viagem de longa distância na história do automóvel.

## Galeria
- O Benz Viktoria.
- Karl e Bertha Benz, a filha Clara e Fritz Held em um Benz Viktoria durante um passeio próximo a Schriesheim em 1894.
- Bertha Benz com seu marido Karl Benz em um Benz Viktoria modelo 1894.
- Karl Benz, sua família e Theodor Baron von Liebieg em 1894, em um passeio de Mannheim a Gernsheim com um Benz Viktoria e um vis-à-vis Benz Patent-Motorwagen.